# C/1686 R1
C/1686 R1 war ein Komet, der im Jahr 1686 mit dem bloßen Auge gesehen werden konnte. Er wird aufgrund seiner außerordentlichen Helligkeit zu den „Großen Kometen“ gezählt.

## Entdeckung und Beobachtung
Der Komet wurde kurz nach Mitternacht am 12. August (Ortszeit) von Simon van der Stel und anderen am Kap der Guten Hoffnung in Südafrika entdeckt. Er berichtete von einem 35° langen Schweif. In den folgenden Tagen wurde der Komet dann an vielen Orten in der Morgendämmerung gesehen. Am 14. August wurde er in Brasilien beobachtet, sein Kopf erschien wie ein Stern erster Größe, sein Schweif erstreckte sich 18° über den Himmel. Ab Mitte August gab es mehrere Beobachtungen in Indonesien, Thailand, Europa und Korea. In China wurde der Komet erstmals am 25. August gesehen.
Christoph Arnold, ein Bauer aus Sommerfeld, beobachtete den Kometen ab dem 16. September, am folgenden Tag informierte er den Astronomen Gottfried Kirch in Leipzig, der seinerseits am 18. und 19. September genaue Positionsbestimmungen des Kometen vornahm. Arnold war auch der letzte, der ihn am Morgen des 22. September sehr nahe am Horizont beobachten konnte.
Der Komet erreichte am 27. August eine Helligkeit von 1–2 mag.

## Wissenschaftliche Auswertung
Für den Kometen konnten durch Edmond Halley und John Russell Hind Bahnelemente berechnet werden.

## Umlaufbahn
Für den Kometen konnte aus 3 Beobachtungen über 29 Tage durch Hind nur eine unsichere parabolische Umlaufbahn bestimmt werden, die um rund 35° gegen die Ekliptik geneigt ist. Seine Bahn steht damit schräg gestellt zu den Bahnebenen der Planeten. Im sonnennächsten Punkt der Bahn (Perihel), den der Komet am 16. September 1686 durchlaufen hat, befand er sich mit etwa 50,3 Mio. km Sonnenabstand im Bereich der Umlaufbahn des Merkur. Bereits im Juni 1686 war der Komet in etwa 5 ½ AE Abstand am Jupiter vorbeigegangen und um den 16. August hatte er sich der Erde bis auf etwa 47 Mio. km (0,32 AE) genähert. Um den 22. September passierte er  die Venus in etwa 69 Mio. km und um den 19. November den Mars in etwa 103 Mio. km Distanz. Im März/April 1687 erfolgte noch eine weitere Annäherung an den Jupiter bis auf etwa 3 ¾ AE und im August 1688 an den Saturn bis auf etwa 6 AE. In Anbetracht der unsicheren Bahnparameter sind alle angegebenen Kalenderdaten und Distanzen nur als ungefähre Werte zu betrachten.
Aufgrund der unsicheren Ausgangsdaten kann keine Aussage darüber getroffen werden, ob und gegebenenfalls wann der Komet in das innere Sonnensystem zurückkehren könnte.